# 宗教的ではないがスピリチュアル
宗教的ではないがスピリチュアル（しゅうきょうてきではないがスピリチュアル、英: Spiritual but not religious、略してSBNR）、所属しないがスピリチュアル（英: Spiritual but not affiliated、略してSBNA）、やや一般的でない表現として宗教的であるよりもスピリチュアル（英: more spiritual than religious）とは、自分の霊的ないし精神的成長にとって、組織宗教を唯一もしくはもっとも価値のある手段と考えない人生観を自己表現するため、おもにアメリカ合衆国において用いられる、一般的なフレーズである。 
歴史的には、英語の「religious（宗教的）」と「spiritual（スピリチュアル）」という言葉はいずれも、宗教という概念に関するあらゆる側面について説明する際に同義的に用いられている。しかし、現在の用法においては、「宗教的」が組織や共同体的な側面について言及するのに用いられるのに対して、「スピリチュアル」は多くの場合、「心・身体・精神」の健康を重要視する、私的な生活と結び付けられている。 

## 起源と人口統計
歴史的には、英語の「religious（宗教的）」と「spiritual（スピリチュアル、霊的）」という言葉は宗教という概念に関するあらゆる側面について説明する際に同義的に用いられている。しかし、「宗教」という用語の定義は学者による激しい論争の題材となっており、ラッセル・マッカーソンのいうように、「宗教」という用語は「一見すると全く異なる領域に属す、さまざまな人間の活動や生産」を名指す方法として使われる。宗教学はいまだ宗教の定義にさえ合意することができていない。スピリチュアリティについても、宗教と多くの部分が重なる概念であるため、同様に定義の合意を得ることは難しい。
「宗教的ではないがスピリチュアル（SBNR）」という表現は、1960年代の人類学の論文や、ブライアン・ジンバウアー（Brian Zinnbauer）らによる影響力の大きい論文である『Religiousness and Spirituality: Unfuzzying the Fuzzy（宗教性とスピリチュアリティ：ぼやけたものを明確にする）』といった、複数の学術研究で用いられている。アメリカにおける運動としてのSBNRは、スヴェン・アーランドソン（Sven Erlandson）が2000年に上梓した『Spiritual but not Religious』において描写されている。この現象はおそらく1960年代にはじまった新しいロマン主義の結果として発生したものであるのに対して、このふたつの関係性はウィリアム・ジェームズによる宗教的経験の定義によって遠隔的に結びついたものである。ジェームズは、宗教的経験を「彼らが、神であると考えるものすべてに関連して立つことを理解している限りにおいての、個人が単独であるときに覚える感情、行動、経験」と定義した。ロマン主義的な運動は伝統的宗教から離れる傾向があり、神秘的、非正統的、異国的な方法を支持する点でスピリチュアル運動に類似している。
Pew Research Centerの研究によれば、宗教を信じていないと答えたアメリカ国民は、2007年の15％であったのが2012年には20％に増加しており、この傾向は継続している。また、国民の18％、30代未満の成人の3分の1が宗教を信仰していないが、何らかの形でスピリチュアルであると答えている。宗教団体に所属していないアメリカ人のうち、37%は自分をスピリチュアルだが宗教的でないと分類し、68%は神を信じると答え、58%は大地との深いつながりを感じていると答えている。
ケネス・パルガメントをはじめとする研究者や、一般のスピリチュアリティに対する興味の高まりは、脱組織化、個人化、グローバル化といった社会文化的な趨勢と関連している。世代の変化も、宗教組織に所属しない個人が増えた大きな理由のひとつであると考えられている。X世代（1965年 - 1980年生まれ）とY世代（1990年 - 1994年生まれ）の差異が顕著であり、それぞれの世代における宗教組織に属さない個人の割合は、21％と34％である。人口統計的には、アメリカにおける宗教組織に属さない人口は若年層の主に男性であり、35%が18歳から29歳であることが、研究により明らかになっている。それに対して、65歳以上の人口のうち、宗教組織に属さないのは8％にすぎない。宗教組織に属さない人口の性比は、男性56％に対して女性44％である。
英語圏におけるSBNRの出現は、言語学的なものに起因するとも考えられている。オーウェン・トーマス（Owen Thomas）は、スピリチュアル運動は英語圏および北アメリカ文化圏に限定されるものだと述べ、その理由は英語の「精神（spirit）」の意味が、ゲルマン語やロマンス諸語における同等の言葉が人間の能力や文化的働きを指すのと比較して、はるかに狭いものであることであるとしている。しかし、シボーン・チャンドラー（Siobhan Chandler）は、「内なる神（god within）」は1960年代のカウンターカルチャーや1980年代のニューエイジに由来する20世紀的な考えではなく、スピリチュアリティは歴史全体に浸透した概念であると述べている。

## SBNRの特徴

### 反組織性と個人性
アビー・デイ（Abby Day）によれば、宗教に批判的な人びとには、組織宗教がいかめしく、押しつけがましいものであると考えているゆえに、無神論者や不可知論者を名乗っている者がいるという。多くの人びとにとって、SBNRとは宗教を真っ向から拒絶するものではなく、宗教に制限されたくないという思いなのである。
リンダ・メルカダンテ（Linda Mercadante）によれば、SBNRの信奉者は一般的な信仰に対抗する、断固とした反教条的態度をとる。彼らは特定の宗教の信仰を必要不可欠なものと考えず、潜在的に有害、もしくはスピリチュアリティに対する障害であるとみなす。フィリップ・D・ケネソン（Philip D. Kenneson）によれば、自らがSBNRであると認識している調査対象者の多くは、自らの私的なスピリチュアリティと、因習的な組織宗教の一員であることに緊張を覚えている。彼らの多くは好奇心、知的自由、宗教に対する実験的なアプローチの価値を重んじている。また、組織宗教を真のスピリチュアリティの大きな敵とまでみなし、スピリチュアリティは公的な儀式ではなく、個人的な内省と経験であると主張している。「宗教的」であることは、一般にはアブラハムの宗教の伝統に結びついた制度的含意をもつ。たとえば、礼拝に参加することであったり、ミサを執り行うことであったり、ハヌカーのろうそくを灯すことである。対して、「スピリチュアル」であることは、個人の生きる意味に関連する個人的実践とエンパワーメントを含意する。その結果、制度的な構造を深く疑い、個人の自由と自律性に高い価値を置く文化において、「宗教」は否定的な含意をもつようになった一方で、「スピリチュアリティ」は肯定的な意味合いを持つようになった。ロバート・フラー（Robert Fuller）は、SBNRという現象は知的進歩主義と神秘に対する渇望、既存の教会の信心に対するもどかしさの混交であると特徴づけている。
ロバート・ウスノフは、スピリチュアリティは、教会に行くことや、教会の教えに賛成したり反対すること以上のことであると述べる。ウスノフによれば、スピリチュアリティとは、西洋社会における、個人の神との関係を手短に指すために用いられる用語である。多くの人びとにとって、宗教とスピリチュアリティについていかに考えるかは、信徒が考え、おこなうものに左右されるものである。より深い段階においては、ここには自己アイデンティティ、すなわち、神に愛されているという気持ちと、そうした気持ちの昂りと静まりがふくまれる。

### SBNRの分類
リンダ・メルカダンテはSBNRを5つに分類した。
反対者（Dissenters）は、多くの部分において、制度的宗教から離れようと意識して努力している人びとである。「抗議する反対者」は、個人的な経験から伝統宗教から背を向けたSBNR、「さまよう反対者」は、いくつかの理由から組織宗教から離れ、二度と戻らないことを選択したSBNRを指す。「良心的拒否の反対者」は、公然と組織宗教に懐疑的な態度をみせ、宗教を無用ないし個人のスピリチュアリティの一部として不要なものと考えるSBNRである。
カジュアル（Causuals）は、宗教的ないしスピリチュアルな実践を第一に機能的なものとしてとらえている人びとである。彼らの生活にとって、スピリチュアリティは組織的な原理ではない。彼らにとって、スピリチュアリティは自分の健康の改善、ストレスの軽減、感情の支えのため必要に応じて用いられる材料である。ゆえに「カジュアル」のスピリチュアリティは、個人のウェルビーイングのための「治療的な」ものであると理解すべきである。
冒険者（Explorers）は、メルカダンテが言うところの「スピリチュアルな放浪心」をもつ人びとである。「冒険者」は、新しいスピリチュアルな実践の探求が、自らの「充たされない好奇心」、探求と変容に対する渇望と同時に、落胆の気持ちからくるものであることを知っている。「冒険者」は、当てもない放浪に安寧を求め、身を落ち着けるためのスピリチュアルな拠り所も求めていない、「精神世界の旅行家」と理解すべきである。
探求者（Seekers）は、スピリチュアルな拠り所を探し求めているが、かつての宗教的アイデンティティを取り戻したいとも考えている人びとである。「探求者」のSBNRは、「宗教的ではないがスピリチュアル」という看板を受け入れながらも、究極的には自らが属することのできるまったく新しい宗教的アイデンティティや、オルタナティブなスピリチュアル集団を見つけたいと希っている。
入植者（Immigrants）は、新しいスピリチュアルな領域に自分自身を見出し、新しく見つけたアイデンティティとそのコミュニティに自分自身を適応させようとしている人びとを指す。「入植者」は、根本的に新しい精神的環境に「挑戦」しているが、まだそこに完全に定着していないと感じているSBNRとして理解すべきである。「入植者」のSBNRは、新しく見つけた精神的アイデンティティに完全に溶け込むことを望んでいるが、順応の過程は難しく、しばしばまごついたものとなるに注意することが重要である。

### 実践
SBNRはフェミニズム的なスピリチュアル・宗教的思想や、エコロジー的スピリチュアリティと関連している。また、ネオペイガニズム、ウイッカ、シャーマニズム、ドルイド、ガイア主義、儀式魔術の実践とも関連している。ニューエイジのスピリチュアル的実践には、占星術、ウィジャボード、タロット、易経、サイエンス・フィクションと関連するものもある。SBNRの一般的な実践としては、マインドフルネスや超越瞑想といった、瞑想がある。

## 批判
組織宗教の代表者には、宗教性なきスピリチュアリティの実践を批判する者もいる。プロテスタントの牧師であるリリアン・ダニエル（Lillian Daniel）は、SBNRの世界観を、共同体から遠く離れた、「伝統的宗教はつまらないが、自分たちはユニークで魅力的であると考えている、おもしろみのない多数派の人びとにどんぴしゃな」、世俗主義のアメリカ的消費者文化の生産物であると特徴づけた。イエズス会の司祭であるジェームズ・マーティンは、SBNRの生き方を「単純な怠惰」とし、「宗教なきスピリチュアリティは、共同体の知恵から分離された、ひとりよがりな自己満足となるだろう」と述べている。
SBNRの世界観が、自己認識や自己成長を、問題を起こすような方法で神の知識と同列に扱い、人の意識を内面に向けさせることを問題とする批判もある。この結果として、世界を形成する政治的、経済的、社会的な力が無視され、放置されることになる。一部の学者は、特定のSBNRの実践が、スピリチュアル的に皮相であることを指摘している。主要宗教における古典的な神秘主義では、長期の禁欲、祈りへの献身、謙虚さの育成といった形で、しばしば持続的な献身が必要となる。対して、西洋世界のSBNRでは、しばしば気軽で、厳格さや優先順位の再編成に欠けている方法で、スピリチュアルな実践に手を出すことが奨励されている。社会学者のロバート・ウスノフは、これらの神秘主義の形態は 「浅はかで本物ではない」 と述べている。また、SBNRの知的正当性を問題視する批評もある。専門的、学問的な神学と対比させた場合、スピリチュアル思想は洗練されておらず、脈絡を欠き、源流に一貫性がないようにみえる。
ユク＝リン・レニータ・ウォン（Yuk-Lin Renita Wong）と、ヤナ・ヴィンスキー（Jana Vinsky）は、宗教を「制度的かつ構造的」なものと仮定し、「包括的かつ普遍的」なスピリチュアリティと対比させる、SBNRの言説に異議を唱えた。彼らは、こうした理解は「スピリチュアリティ」という用語の歴史的構築を不可視化するものであり、それは現在、欧州キリスト教の否定に頼って自己を定義すると述べる。彼らによれば、西洋の「スピリチュアリティ」についての言説は先住民の精神的伝統や、東洋の「異国風な」伝統を冒用しているにもかかわらず、白人のSBNR実践者は人種化されたエスニックグループに「スピリチュアル」よりも「宗教的」とラベリングする傾向がある。ウォンとヴィンスキーは、SBNRの言説は、このような過程を通じ、植民地主義的な他者化を実現すると主張している。